# Estación de Maibara

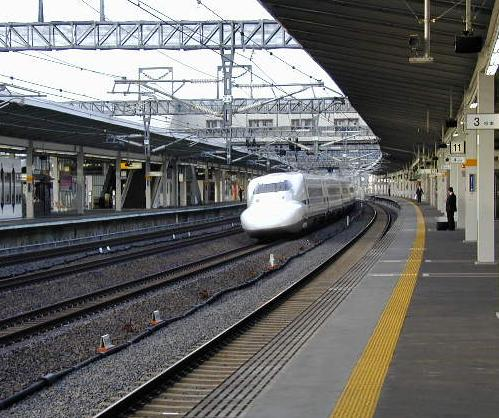
Andén del Shinkansen.

La Estación de Maibara (米原駅 Maibara-eki?) es una estación de tren localizada en Maibara, Shiga, Japón. Es la estación terminal sur de la línea Principal Hokuriku de JR West y el límite del control de la Línea Principal Tōkaidō entre JR West y JR Central
La estación abrió en 1889. Desde 1987, su operador principal ha sido JR West, aunque JR Central gestiona las vías del Shinkansen.

## Líneas
- JR West
  - Línea Principal Tōkaidō (Línea Biwako)
  - Línea Principal Hokuriku
- JR Central
  - Tōkaidō Shinkansen
  - Línea Principal Tōkaidō (para Ōgaki y Gifu)
- Ohmi Railway
  - Línea Principal

### Andenes
JR
Tiene tres plataformas centrales con seis vías para las líneas Tōkaidō y Hokuriku. Hay una plataforma lateral con cinco vías para el Tōkaidō Shinkansen
Ohmi Railway
Tiene una plataforma central con dos vías.
| Andén                   | Línea                      | Dirección | Destino                                           | Servicios Express                                |
| ----------------------- | -------------------------- | --------- | ------------------------------------------------- | ------------------------------------------------ |
| Andenes de JR           |                            |           |                                                   |                                                  |
| Andenes de JR West      |                            |           |                                                   |                                                  |
| 2, 3                    | ■ Línea Biwako             |           | Kusatsu, Kioto, Osaka                             | Express limitado "Haruka" y "Biwako Express",    |
| 5, 6                    | ■ Línea Principal Hokuriku |           | Tsuruga, Fukui, Kanazawa                          | Express limitado "Shirasagi", Express "Kitaguni" |
| Andenes de JR Central   |                            |           |                                                   |                                                  |
| 7, 8                    | ■ Línea Principal Tōkaidō  |           | Ōgaki, Gifu, Nagoya                               | Express limitado "Shinano" 9 y "Hida" 35         |
| 11                      | Tōkaidō Shinkansen         | Sur       | Shin-Osaka, Okayama, Hiroshima                    |                                                  |
| 12                      | Tōkaidō Shinkansen         | Norte     | Nagoya, Shin-Yokohama, Tokio                      |                                                  |
| 13                      | Extra                      | Extra     | Extra                                             | Extra                                            |
| Andenes de Ohmi Railway |                            |           |                                                   |                                                  |
| 1, 2                    | ■ Línea Principal          | Sur       | Taga Taisha-mae, Yōkaichi, Ōmi-Hachiman, Kibukawa |                                                  |

## Historia
- 1 de julio de 1889 - Apertura
- 4 de julio de 1931 - Apertura de la estación de Ohmi Railway
- 25 de julio de 1955 - Electrificación entre la estación de Inazawa y Maibara
- 19 de noviembre de 1956 - Electrificación entre la estación de Kioto y Maibara. Toda la línea Tokaido queda electrificada
- 1 de noviembre de 2003 - Inicio de servicios usando la tarjeta ICOCA[1]

## Estaciones adyacentes
| «                                          | «                                    | Servicio                             | »                                    | »                                    |
| West Japan Railway Company (JR West)       | West Japan Railway Company (JR West) | West Japan Railway Company (JR West) | West Japan Railway Company (JR West) | West Japan Railway Company (JR West) |
| Línea Biwako (Línea Tōkaidō)               | Línea Biwako (Línea Tōkaidō)         | Línea Biwako (Línea Tōkaidō)         | Línea Biwako (Línea Tōkaidō)         | Línea Biwako (Línea Tōkaidō)         |
| ------------------------------------------ | ------------------------------------ | ------------------------------------ | ------------------------------------ | ------------------------------------ |
| Terminal                                   |                                      | Servicio Rápido Especial             |                                      | Hikone                               |
| Terminal                                   |                                      | Local (3 puertas)                    |                                      | Hikone                               |
| Línea Biwako (Línea Hokuriku)              |                                      |                                      |                                      |                                      |
| Terminal                                   |                                      | Servicio Rápido Especial             |                                      | Sakata                               |
| Terminal                                   |                                      | Local                                |                                      | Sakata                               |
| Central Japan Railway Company (JR Central) |                                      |                                      |                                      |                                      |
| Tokaido Shinkansen                         |                                      |                                      |                                      |                                      |
| Gifu-Hashima                               | Gifu-Hashima                         | -                                    | Kioto                                | Kioto                                |
| Línea Tokaido                              |                                      |                                      |                                      |                                      |
| Samegai                                    |                                      | Local                                |                                      | Terminal                             |
| Samegai                                    |                                      | Semi Rápido                          |                                      | Terminal                             |
| Samegai                                    |                                      | Rápido                               |                                      | Terminal                             |
| Samegai                                    |                                      | Nuevo Rápido                         |                                      | Terminal                             |
| Samegai                                    |                                      | Rápido Especial                      |                                      | Terminal                             |
| Ohmi Railway                               |                                      |                                      |                                      |                                      |
| Línea Principal Ohmi Railway               |                                      |                                      |                                      |                                      |
| Terminal                                   |                                      | Rápido                               |                                      | Fujitec-mae                          |
| Terminal                                   |                                      | Local                                |                                      | Fujitec-mae                          |